# Prunus integrifolia
Prunus integrifolia là loài thực vật có hoa trong họ Hoa hồng. Loài này được (Sudw.) Sarg. miêu tả khoa học đầu tiên năm 1905.